# Żyrmuny (rejon werenowski)
Żyrmuny (biał. Жырмуны, Żyrmuny; ros. Жирмуны, Żyrmuny) – agromiasteczko na Białorusi, w obwodzie grodzieńskim, w rejonie werenowskim; 662 mieszk. (2009).
We wsi znajduje się kościół Znalezienia Krzyża Świętego oraz rzymskokatolicka parafia Znalezienia Krzyża Świętego w Żyrmunach.
Miasto magnackie położone było w końcu XVIII wieku  w powiecie lidzkim województwa wileńskiego.

## Historia
W 1790 roku w Żyrmunach urodził się Karol Podczaszyński.
Na początku 1919 roku Żyrmuny zostały zajęte przez bolszewików. 16 kwietnia 1919 roku o godzinie 10:15 straż przednia 1. Brygady Jazdy Wojska Polskiego pod dowództwem mjr. Władysława Beliny-Prażmowskiego zajęła miejscowość bez walki. Dokonano tego w trakcie ofensywy przeciwko bolszewikom, której celem było odbicie z ich rąk Wilna. Miejscowa ludność przyjęła kawalerzystów życzliwie i informowała o ruchach sił bolszewickich.
W II Rzeczypospolitej miejscowość była siedzibą gminy wiejskiej Żyrmuny w powiecie lidzkim, w województwie nowogródzkim.